# 熱帯博物館 (オランダ)
熱帯博物館 (オランダ語 : Tropenmuseum) は、オランダの首都であるアムステルダムのリンネウス通り2番地に所在する、1864年に設立された人類学の博物館である。アムステルダムで最大の博物館の一つである熱帯博物館は、近代そして伝統的な視覚的芸術と写真作品双方を含む8つの常設展示と、いくつかの企画展に対応している。熱帯博物館は、世界中の熱帯の文化の研究を後援する財団であるオランダの王立熱帯研究所により所有、運営されており、入館者は2009年には約176,000人であった。

## 歴史

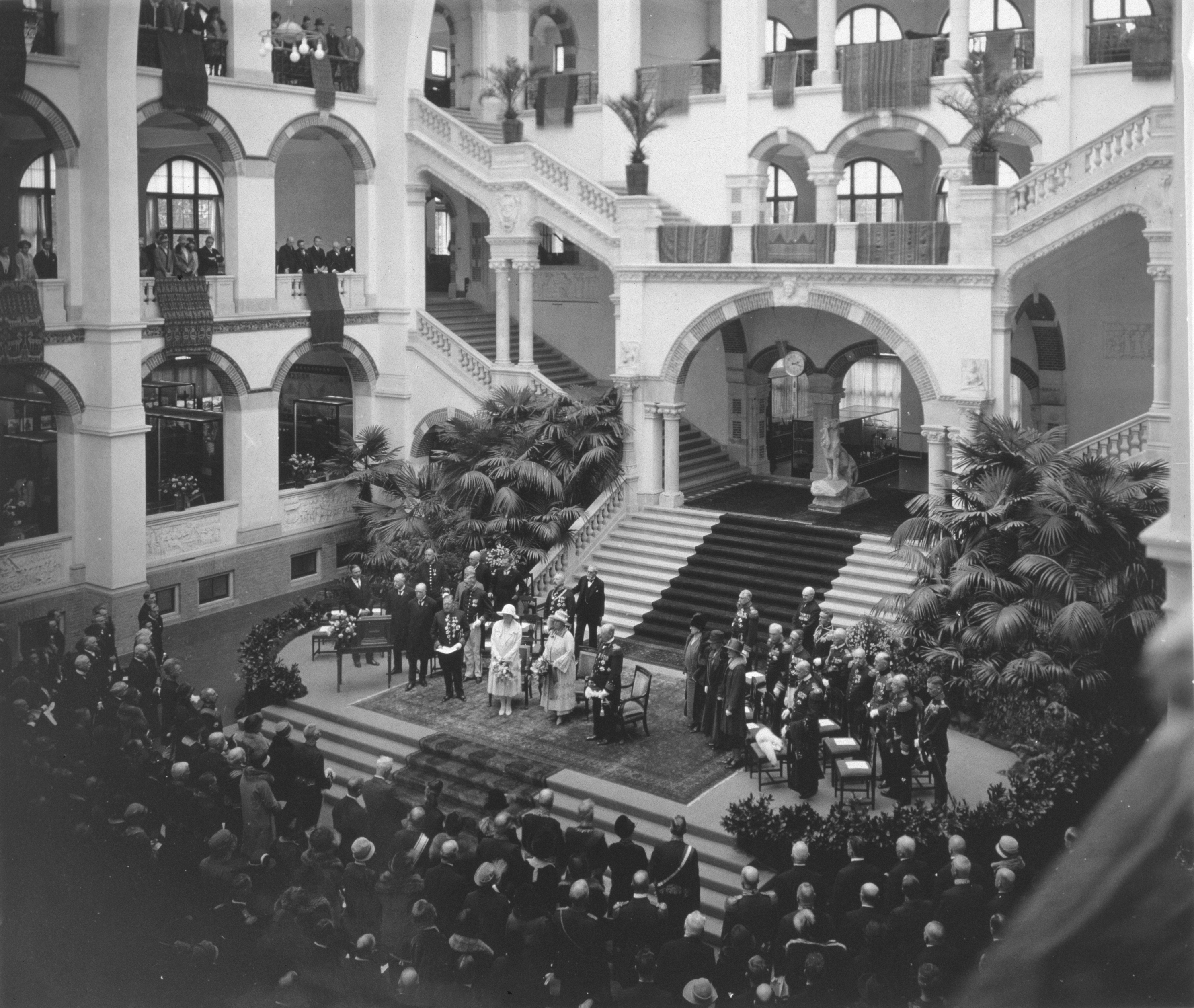
1926年のウィルヘルミナ女王による植民地研究所の開所式典

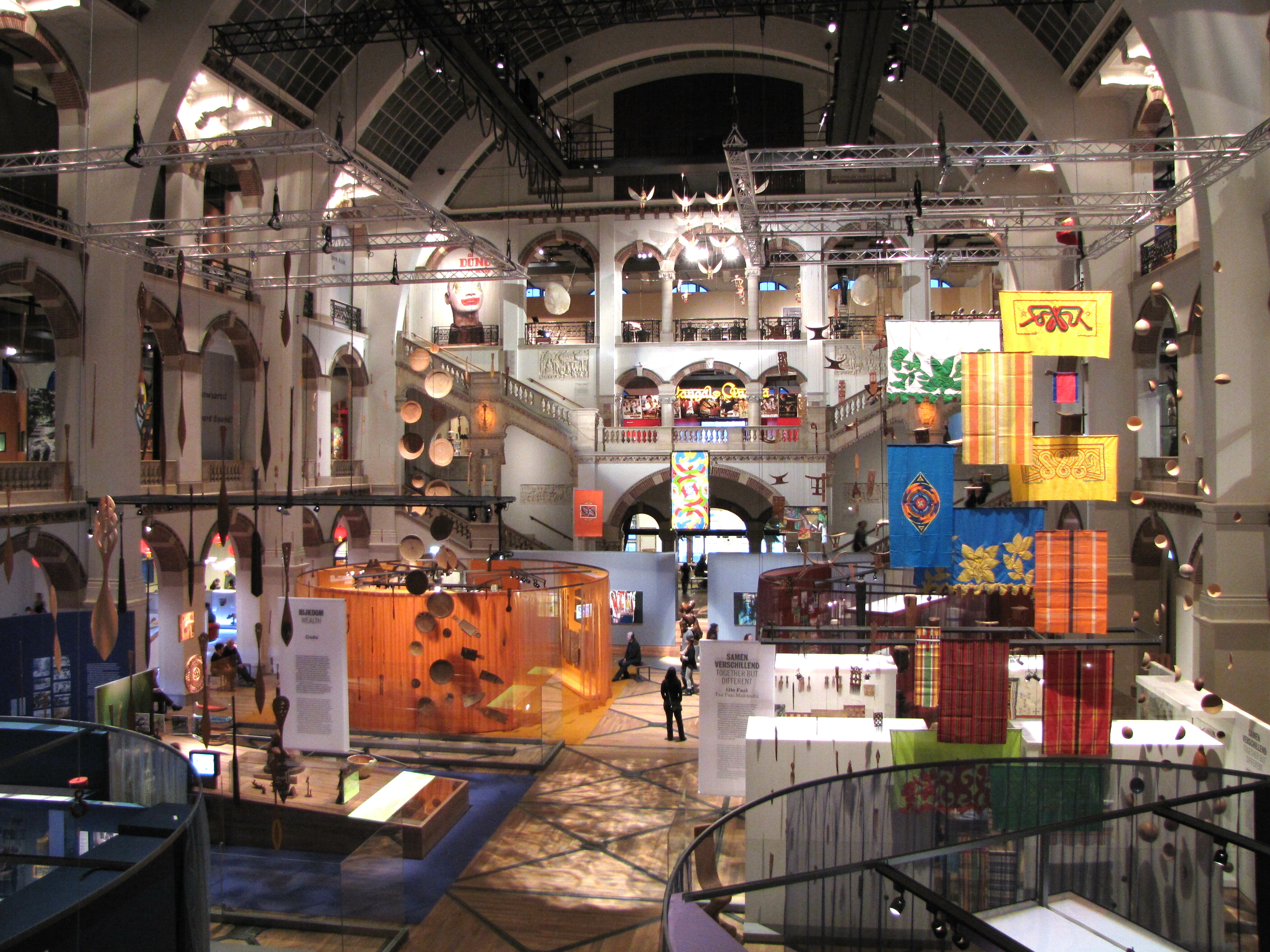
博物館の内装

オランダの産業振興協会の書記官であった作家フレデリック・ヴァン・エーデンの同名の父が、ハールレムに1864年に植民地博物館を設立し、1871年には同博物館を一般に公開した。この博物館は、インドネシアのような海外の国々におけるオランダの資産や居住民を紹介する目的で設けられた。一方、植民地研究所が1871年に、植民地から得られる利益を増進するための研究を開始した。それにはコーヒー豆、籐製品、蝋を生産する方法を改良する研究が含まれ、居住民の経済、しきたり、習慣に関する情報をもたらす民俗学者の影響を受け続けてきた。1926年にはアムステルダム東部の現在の建物で開館した。この当時でこの博物館は30,000点の展示物と膨大な写真のコレクションを有していた。1945年のインドネシアの独立に伴い、この博物館の対象はオランダの植民地の事物のみの展示だけではなく、南米・アフリカ・アジアの多くの開発途上の植民地諸国にも向けられるようになった。 1960年代から1970年代にかけて、オランダの外務省は、この博物館に対し貧困や飢餓のようなより多くの社会問題に視野を広げることを奨励した。1970年代初期には子供館が増設された。最近、熱帯博物館はオランダ内外の文化に照準を合わせた準常設展示を開始したところである。

## 施設
1926年に建てられた本館は、J.J. ヴァン・ニューケルケンとM.A. ヴァン・ニューケルケンによって設計されたもので、豪華に装飾されたその建物は、第一次世界大戦とたび重なる労働者の罷業によって完成までに11年も要してしまった。建物内のすべての装飾品は、20世紀前半に創られたものである。2003年にはアムステルダムの歴史的建造物に指定された。

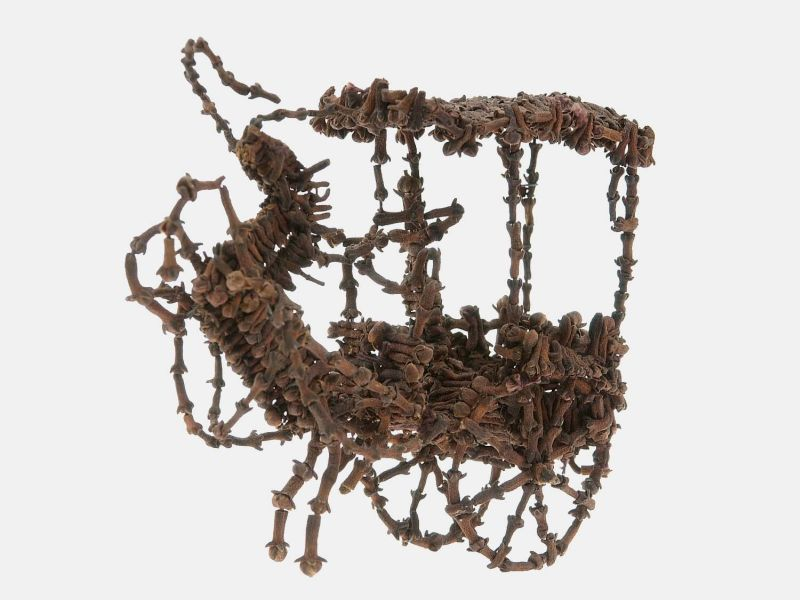
二輪馬車と御者のクローブ製の模型

## 収蔵品
この博物館は175,000点の品物と150,000点の写真、そしてその他の図・絵画・文書10,000点を所蔵している。これらのうち15,000点は民族美術館から承継されたものである。これらの収蔵品は、たとえば東南アジア・南アジア・西アジア・北アフリカ・サハラ以南のアフリカ・ラテンアメリカとカリブ海地域のような地域別のような、多くのコレクションとして分類されている。また、中国・朝鮮・日本を含む、対象の範囲外のいくつかのコレクションをも所蔵している。
写真のコレクションは、主に1855年から1940年にかけてのオランダの旧植民地の歴史的写真からなる。この博物館は多量の写真をウィキメディア・コモンズに対しクリエイティブ・コモンズ・ライセンスの形で開放している。
熱帯博物館には芸能のコレクションも収集されている。5,500点の楽器やその他の数々の仮面、操り人形のような芸能に関する物品も収蔵されている。主にインドネシアからもたらされた21,000点の繊維工芸品も特筆される。子供館は双方向の展示が特筆され、1年に30,000人の子供たちの絵が描かれる。

## 国際活動
熱帯博物館は王立熱帯研究所の活動の中で最もわかりやすい部門である。植民地研究所と植民地博物館は1910年に合併し熱帯研究所となった。熱帯研究所は人々の異文化への関心と、異文化間の交流を推進することを目指す組織である。熱帯博物館は外国に対する展示とカタログの配布の事業もおこなっている。

## 参考
1. ↑   熱帯博物館公式サイト （英語）
2. ↑  熱帯博物館、ウィキペディアに協力 （英語）